# Japan Academy Prize du meilleur réalisateur
Le Japan Academy Prize du meilleur réalisateur (日本アカデミー賞監督賞) est une récompense de cinéma décernée tous les ans dans le cadre des Japan Academy Prizes et qui récompense le meilleur réalisateur de l'année.

## Palmarès

### Années 1970
- 1978 : Yōji Yamada pour Les Mouchoirs jaunes du bonheur (幸福の黄色いハンカチ, Shiawase no kiiroi hankachi)
  - Kon Ichikawa pour La Ballade du diable (悪魔の手毬唄, Akuma no temari-uta) et L'Île de la prison (獄門島, Gokumon-tō)
  - Kaneto Shindō pour Chikuzan, le baladin aveugle (竹山ひとり旅, Chikuzan hitori tabi)
  - Shirō Moritani pour Mont Hakkoda (八甲田山, Hakkodasan)
  - Masahiro Shinoda pour Orin la proscrite (はなれ瞽女おりん, Hanare goze Orin)
- 1979 : Yoshitarō Nomura pour L'Été du démon (鬼畜, Kichiku)
  - Nagisa Ōshima pour L'Empire de la passion (愛の亡霊, Ai no bōrei)
  - Noboru Tanaka pour Hitozuma shudan boko chishi jiken (人妻集団暴行致死事件) et Pink Salon: Five Lewd Wome (ピンクサロン 好色五人女, Pinku saron: Koshoku gonin onna)
  - Toshiya Fujita pour Kaerazaru hibi (帰らざる日々) et Kiken na kankei (危険な関係)
  - Yōji Yamada pour C'est dur d'être un homme : Tora-san entre en scène (男はつらいよ 寅次郎わが道をゆく, Otoko wa tsurai yo: Torajirō wagamichi o yuku) et C'est dur d'être un homme : Elle court, elle court la rumeur (男はつらいよ 噂の寅次郎, Otoko wa tsurai yo: Uwasa no Torajirō)

### Années 1980
- 1980 : Shōhei Imamura pour La vengeance est à moi (復讐するは我にあり, Fukushū suru wa ware ni ari)
  - Satsuo Yamamoto pour Le Col Nomugi (あゝ野麦峠, Ā, Nomugi tōge)
  - Tatsumi Kumashiro pour La Femme aux cheveux rouges (赫い髪の女, Akai kami no onna)
  - Keisuke Kinoshita pour Shōdō satsujin: Musuko yo (衝動殺人 息子よ)
  - Kazuhiko Hasegawa pour L'Homme qui a volé le soleil (太陽を盗んだ男, Taiyō o nusunda otoko)
- 1981 : Seijun Suzuki pour Mélodie tzigane (ツィゴイネルワイゼン, Zigeunerweisen)
  - Toshio Masuda pour 203 kōchi (二百三高地)
  - Kinji Fukasaku pour Virus (復活の日, Fukkatsu no hi)
  - Yoshitarō Nomura pour Furueru shita (震える舌) et Warui yatsura (わるいやつら)
  - Yōji Yamada pour L'Écho de la montagne (遙かなる山の呼び声, Haruka naru yama no yobigoe) et C'est dur d'être un homme : Okinawa mon amour (男はつらいよ 寅次郎ハイビスカスの花, Otoko wa tsurai yo: Torajirō haibisukasu no hana)
- 1982 : Kōhei Oguri pour La Rivière de boue (泥の河, Doro no kawa)
  - Kichitarō Negishi pour Orage lointain (遠雷, Enrai) et Kurutta kajitsu (狂った果実)
  - Kei Kumai pour L'Affaire Shimoyama (日本の熱い日々 謀殺・下山事件, Nihon no atsui hibi bōsatsu: Shimoyama jiken)
  - Shōhei Imamura pour Pourquoi pas ? (ええじゃないか, Eijanaika)
  - Yasuo Furuhata pour Eki, la gare (駅, Eki) et Shikake-nin Baian (仕掛人梅安)
- 1983 : Kinji Fukasaku pour La Marche de Kamata (蒲田行進曲, Kamata kōshin-kyoku) et La Rivière Dotonbori (道頓堀川, Dōtonborigawa)
  - Yoshitarō Nomura pour Giwaku (疑惑)
  - Hideo Gosha pour Dans l'ombre du loup (鬼龍院花子の生涯, Kiryūin hanako no shōgai)
  - Mitsuo Yanagimachi pour Saraba, adieu ma terre natale (さらば愛しき大地, Saraba itoshiki daichi)
  - Shun'ya Itō pour Yūkai hōdō (誘拐報道)
- 1984 : Hideo Gosha pour Yohkiroh, le royaume des geishas (陽暉楼, Yohkiroh)
  - Yoshimitsu Morita pour Jeu de famille (家族ゲーム, Kazoku gēmu)
  - Nagisa Ōshima pour Furyo (戦場のメリークリスマス, Senjō no Merry Christmas)
  - Shōhei Imamura pour La Ballade de Narayama (楢山節考, Narayama bushikō)
  - Kon Ichikawa pour Les Quatre Sœurs Makioka (細雪, Sasameyuki)
- 1985 : Jūzō Itami pour Osōshiki (お葬式)
  - Makoto Wada pour Journal d'errance d'un joueur de mah-jong (麻雀放浪記, Mahjong hōrōki)
  - Kon Ichikawa pour Ohan (おはん)
  - Masahiro Shinoda pour Les Enfants de Mac Arthur (瀬戸内少年野球団, Setōchi shōnen yakyū-dan)
  - Kinji Fukasaku pour Rhapsodie de Shanghai (上海バンスキング, Shanhai bansu kingu) et La Légende des huit samouraïs (里見八犬伝, Satomi hakken-den)
- 1986 : Shin'ichirō Sawai pour Sōshun monogatari (早春物語) et W no higeki (Wの悲劇)
  - Kon Ichikawa pour La Harpe de Birmanie (ビルマの竪琴, Biruma no tategoto)
  - Shun'ya Itō pour Sombre Crépuscule (花いちもんめ, Hana ichimonme)
  - Hideo Gosha pour La Proie de l'homme (櫂, Kai)
  - Yoshimitsu Morita pour Sorekara (それから)
- 1987 : Kinji Fukasaku pour L'Homme des passions (火宅の人, Kataku no hito)
  - Yōji Yamada pour Prise finale (キネマの天地, Kinema no tenchi) et C'est dur d'être un homme : L'Institutrice (男はつらいよ 柴又より愛をこめて, Otoko wa tsurai yo: Shibamata yori ai o komete)
  - Yoshishige Yoshida pour Promesse (人間の約束, Ningen no yakusoku)
  - Kon Ichikawa pour Le Palais des fêtes (鹿鳴館, Rokumeikan)
  - Jun'ya Satō pour Uemura Naomi monogatari (植村直己物語)
- 1988 : Jūzō Itami pour L'Inspectrice des impôts (マルサの女, Marusa no onna)
  - Kazuki Ōmori pour Koisuru onnatachi (恋する女たち) et Totto Channel (トットチャンネル)
  - Kon Ichikawa pour La Princesse de la Lune (竹取物語, Taketori monogatari) et L'Actrice (映画女優, Eiga joyū)
  - Kōsaku Yamashita pour Yogisha (夜汽車)
  - Hideo Gosha pour Tokyo Bordello (吉原炎上, Yoshiwara enjō)
- 1989 : Jun'ya Satō pour Sur la route de la soie (敦煌, Tonkō)
  - Yōji Yamada pour Espoir et Douleur (ダウンタウン・ヒーローズ, Dauntaun Hiirōzu) et C'est dur d'être un homme : Il était une fois Tora-san (男はつらいよ 寅次郎物語, Otoko wa tsurai yo: Torajirō monogatari)
  - Kinji Fukasaku pour Hana no ran (華の乱)
  - Nobuhiko Ōbayashi pour Les Désincarnés (異人たちとの夏, Ijin-tachi to no natsu) et La Légende de la fidélité au Japon - Deux types bizarres - Groupe de gens détraqués (日本殉情伝 おかしな二人 ものくるほしきひとびとの群れ, Nippon junjōden: Okashina futari: Monokuru hoshiki hitobito no mure)
  - Jūzō Itami pour L'Inspectrice des impôts 2 (マルサの女2, Marusa no onna II)

### Années 1990
- 1990 : Shōhei Imamura pour Pluie noire (黒い雨, Kuroi ame)
  - Yasuo Furuhata pour Les Copains d'abord (あ・うん, A un), Gokudō no onna-tachi: Sandaime anego (極道の妻たち 三代目姐) et Shōgun Iemitsu no ranshin: Gekitotsu (将軍家光の乱心 激突)
  - Hiroshi Teshigahara pour Rikyu (利休, Rikyū)
  - Kei Kumai pour La Mort d'un maître de thé (千利休 本覺坊遺文, Sen no Rikyū: Honkakubō ibun)
  - Toshio Masuda pour Shasō (社葬)
- 1991 : Masahiro Shinoda pour Shōnen jidai (少年時代)
  - Jūzō Itami pour Ageman (あげまん)
  - Shun Nakahara pour Sakura no sono (櫻の園)
  - Seijirō Kōyama pour Shiroi te (白い手)
  - Akira Kurosawa pour Rêves (夢, Yume)
- 1992 : Kihachi Okamoto pour Le Grand Enlèvement (大誘拐, Dai yūkai)
  - Takeshi Kitano pour A Scene at the Sea (あの夏、いちばん静かな海。, Ano natsu, ichiban shizukana umi)
  - Akira Kurosawa pour Rhapsodie en août (八月の狂詩曲, Hachi-gatsu no kyōshikyoku)
  - Naoto Takenaka pour L'Incapable (無能の人, Munō no hito)
  - Yōji Yamada pour Musuko (息子)
- 1993 : Masayuki Suo pour Shiko funjatta (シコふんじゃった)
  - Yōichi Higashi pour Le Fleuve sans pont (橋のない川, Hashi no nai kawa)
  - Kinji Fukasaku pour Un jour étincelant (いつかギラギラする日, Itsuka giragirasuruhi)
  - Nobuhiko Ōbayashi pour La Raison pour laquelle elle ne se marie pas (彼女が結婚しない理由, Kanojo ga kekkon shinai riyū) et Seishun dendekedekedeke (青春デンデケデケデケ)
  - Jūzō Itami pour Minbo ou l'art subtil de l'extorsion (ミンボーの女, Minbō no onna)
- 1994 : Yōji Yamada pour L'École (学校, Gakkō) et C'est dur d'être un homme : La Proposition de mariage (男はつらいよ 寅次郎の縁談, Otoko wa tsurai yo: Torajirō no endan)
  - Yōjirō Takita pour Nemuranai machi: Shinjuku zame (眠らない街 新宿鮫) et Bokura wa minna ikiteiru (僕らはみんな生きている)
  - Zenzō Matsuyama pour Niji no hashi (虹の橋)
  - Yōichi Sai pour De quel côté est la lune ? (月はどっちに出ている, Tsuki wa dotchi ni dete iru)
  - Shin'ichirō Sawai pour Waga ai no uta: Taki Rentarō monogatari (わが愛の譜 滝廉太郎物語)
- 1995 : Kinji Fukasaku pour Histoire de fantômes à Yotsuya (忠臣蔵外伝　四谷怪談, Chūshingura gaiden: Yotsuya kaidan)
  - Naoto Takenaka pour 119
  - Takayoshi Watanabe pour Ghost Pub (居酒屋ゆうれい, Izakaya yūrei)
  - Kazuyoshi Okuyama pour Rampo, la proie et l'ombre (らんぽ, Rampo)[a]
  - Kon Ichikawa pour Les 47 Rōnin (四十七人の刺客, Shijūshichinin no shikaku)
- 1996 : Kaneto Shindō pour Le Testament du soir (午後の遺言状, Gogo no yuigon-jō)
  - Kei Kumai pour Le Fleuve profond (深い河, Fukai kawa)
  - Masanobu Deme pour Kike wadatsumi no koe Last Friends (きけ、わだつみの声 Last Friends)
  - Yasuo Furuhata pour Kura (藏)
  - Masahiro Shinoda pour Sharaku (写楽)
- 1997 : Masayuki Suo pour Shall We Dance? (Shall we ダンス?)
  - Yōji Yamada pour Gakko II (学校II, Gakkō II)
  - Kōhei Oguri pour L'Homme qui dort (眠る男, Nemuru otoko)
  - Jūzō Itami pour La Femme du supermarché (スーパーの女, Sūpā no onna)
  - Kazuki Ōmori pour Waga kokoro no ginga tetsudō: Miyazawa Kenji monogatari (わが心の銀河鉄道 宮沢賢治物語)
- 1998 : Shōhei Imamura pour L'Anguille (うなぎ, Unagi)
  - Kōki Mitani pour Welcome Back, Mr. McDonald (ラヂオの時間, Rajio no jikan)
  - Yoshimitsu Morita pour Lost Paradise (失楽園, Shitsurakuen)
  - Naoto Takenaka pour Tōkyō biyori (東京日和)
  - Takao Okawara pour Yūkai (誘拐)
- 1999 : Hideyuki Hirayama pour Ai o kō hito (愛を乞うひと)
  - Yōji Yamada pour Gakko III (学校ＩＩＩ)
  - Takeshi Kitano pour Hana-bi (はなび)
  - Shōhei Imamura pour Dr. Akagi (カンゾー先生, Kanzō-sensei)
  - Katsuyuki Motohiro pour Bayside Shakedown: The Movie (踊る大捜査線 THE MOVIE, Odoru daisosasen: The Movie)

### Années 2000
- 2000 : Yasuo Furuhata pour Poppoya (鉄道員)
  - Masahiro Shinoda pour Owls' Castle (梟の城, Fukurō no shiro)
  - Nagisa Ōshima pour Tabou (御法度, Gohatto)
  - Masato Harada pour Kin'yū fushoku rettō: Jubaku (金融腐蝕列島 呪縛)
  - Kinji Fukasaku pour La Maison des geishas (おもちゃ, Omocha)
- 2001 : Junji Sakamoto pour Le Visage (顔, Kao)
  - Yōji Yamada pour 15-Sai: Gakko IV (十五才 学校ＩＶ)
  - Takashi Koizumi pour Après la pluie (雨あがる, Ame agaru)
  - Kinji Fukasaku pour Battle Royale (バトル・ロワイアル)
  - Setsurō Wakamatsu pour Whiteout (ホワイトアウト)
- 2002 : Isao Yukisada pour Go
  - Yasuo Furuhata pour Le Chemin des lucioles (ホタル, Hotaru)
  - Shinobu Yaguchi pour Waterboys (ウォーターボーイズ)
  - Kōki Mitani pour Minna no ie (みんなのいえ)
  - Yōjirō Takita pour The Yin-Yang Master (陰陽師, Onmyōji)
- 2003 : Yōji Yamada pour Le Samouraï du crépuscule (たそがれ清兵衛, Tasogare seibei)
  - Takashi Koizumi pour Letters from the Mountains (阿弥陀堂だより, Amidadō Dayori)
  - Hideyuki Hirayama pour Out (アウト)
  - Fumihiko Sori pour Ping pong (ピンポン, Pinpon)
  - Masato Harada pour Face à son destin (突入せよ! あさま山荘事件, Totsunyū seyo! Asama sansō jiken)
- 2004 : Yoshimitsu Morita pour Une famille dans la tourmente (阿修羅のごとく, Ashura no gotoku)
  - Yōjirō Takita pour When the Last Sword Is Drawn (壬生義士伝, Mibu gishi den)
  - Katsuyuki Motohiro pour Bayside Shakedown 2 (踊る大捜査線 THE MOVIE 2 レインボーブリッジを封鎖せよ!, Odoru daisosasen: The Movie 2 - Rainbow Bridge wo fūsa seyo!)
  - Masahiro Shinoda pour Spy Sorge (スパイ・ゾルゲ, Supai Zorge)
  - Akihiko Shiota pour Yomigaeri (黄泉がえり)
- 2005 : Yōichi Sai pour Blood and Bones (血と骨, Chi to hone)
  - Kiyoshi Sasabe pour Han'ochi (半落ち)
  - Yōji Yamada pour La Servante et le Samouraï (隠し剣 鬼の爪, Kakushi-ken: Oni no tsume)
  - Isao Yukisada pour Sekai no chūshin de, ai o sakebu (世界の中心で、愛をさけぶ)
  - Shinobu Yaguchi pour Swing Girls (スウィングガールズ, Suwingu Gāruzu)
- 2006 : Takashi Yamazaki pour Always : Crépuscule sur la troisième rue (ALWAYS 三丁目の夕日, Always san-chōme no yūhi)
  - Junji Sakamoto pour Aegis (亡国のイージス, Bōkoku no iijisu)
  - Isao Yukisada pour Kita no zeronen (北の零年)
  - Kazuyuki Izutsu pour Pacchigi! (パッチギ!)
  - Mitsuo Kurotsuchi pour Le Samouraï que j'aimais (蝉しぐれ, Semishigure)
- 2007 : Lee Sang-il pour Hula Girls (フラガール, Hura gāru)
  - Yōji Yamada pour Amour et Honneur (武士の一分, Bushi no ichibun)
  - Tetsuya Nakashima pour Memories of Matsuko (嫌 わ れ 松子 の 一生, Kiraware Matsuko no Isshō)
  - Jun'ya Satō pour Les Hommes du Yamato (男達の大和, Otokotachi no Yamato)
  - Kōki Mitani pour The Uchōten Hotel (THE 有頂天ホテル, The uchōten hoteru)
- 2008 : Jōji Matsuoka pour Tōkyō tawā: Okan to boku to, tokidoki, oton (東京タワー 〜オカンとボクと、時々、オトン〜)
  - Takashi Yamazaki pour Always zoku san-chōme no yūhi (ALWAYS 続・三丁目の夕日)
  - Isshin Inudō pour Bizan (眉山)
  - Yūichi Satō pour Kisaragi (キサラギ)
  - Masayuki Suo pour Soredemo boku wa yattenai (それでもボクはやってない)
- 2009 : Yōjirō Takita pour Departures (おくりびと, Okuribito)
  - Yōji Yamada pour Kabei, notre mère (母べえ, Kābē)
  - Masato Harada pour Climber's High (クライマーズ・ハイ, Kuraimāzu hai)
  - Tetsuya Nakashima pour Paco and the Magical Book (パコと魔法の絵本, Paco to mahō no ehon)
  - Kōki Mitani pour The Magic Hour (ザ・マジックアワー, Za majikku awā)

### Années 2010
- 2010 : Daisaku Kimura pour Tsurugidake: Ten no ki (劒岳 点の記)
  - Miwa Nishikawa pour Cher docteur (ディア・ドクター, Dia dokutā)
  - Setsurō Wakamatsu pour Shizumanu taiyō (沈まぬ太陽)
  - Kichitarō Negishi pour La Femme de Villon (ヴィヨンの妻 〜桜桃とタンポポ〜, Viyon no tsuma: Ōtō to tanpopo)
  - Isshin Inudō pour Zero no shōten (ゼロの焦点)
- 2011 : Tetsuya Nakashima pour Confessions (告白, Kokuhaku)
  - Lee Sang-il pour Akunin (悪人)
  - Yōji Yamada pour Otōto (おとうと)
  - Takashi Miike pour 13 Assassins (十三人の刺客, Jūsannin no shikaku)
  - Izuru Narushima pour Kokō no mesu (孤高のメス)
- 2012 : Izuru Narushima pour Yōkame no semi (八日目の蝉)
  - Junji Sakamoto pour Ōshikamura sōdōki (大鹿村騒動記)
  - Kaneto Shindō pour Ichimai no hagaki (一枚のハガキ)
  - Shigemichi Sugita pour The Last Ronin (最後の忠臣蔵, Saigo no chūshingura)
  - Kōki Mitani pour A Ghost of a Chance (ステキな金縛り, Suteki na kanashibari)
- 2013 : Daihachi Yoshida pour The Kirishima Thing (桐島、部活やめるってよ)
  - Shinji Higuchi et Isshin Inudō pour Nobō no shiro (のぼうの城)
  - Junji Sakamoto pour Kita no kanaria-tachi (北のカナリアたち)
  - Masato Harada pour Chronique de ma mère (わが母の記, Waga haha no ki)
  - Yasuo Furuhata pour Anata e (あなたへ)
- 2014 : Yūya Ishii pour Fune o amu (舟を編む)
  - Hirokazu Kore-eda pour Tel père, tel fils (そして父になる, Soshite chichi ni naru)
  - Kazuya Shiraishi pour The Devil's Path (凶悪, Kyōaku)
  - Kōki Mitani pour Kiyosu kaigi (清須会議)
  - Yōji Yamada pour Tokyo kazoku (東京家族, Tōkyō kazoku)
- 2015 : Takashi Yamazaki pour Kamikaze, le dernier assaut (永遠の0, Eien no zero)
  - Izuru Narushima pour Cap Nostalgie (ふしぎな岬の物語, Fushigi na misaki no monogatari)
  - Daihachi Yoshida pour Pale Moon (紙の月, Kami no tsuki)
  - Takashi Koizumi pour A Samurai Chronicle (蜩ノ記, Higurashi no ki)
  - Katsuhide Motoki pour Chō kōsoku! Sankin kōta (超高速!参勤交代)
- 2016 : Hirokazu Kore-eda pour Notre petite sœur (海街diary, Umimachi Diary)
  - Hitoshi Ōne pour Bakuman (バクマン。)
  - Masaharu Take pour Hyakuen no koi (百円の恋)
  - Mitsutoshi Tanaka pour 125 Years Memory (海難1890, Kainan 1890)
  - Masato Harada pour Nippon no ichiban nagai hi (日本のいちばん長い日)
- 2017 : Hideaki Anno et Shinji Higuchi pour Godzilla Resurgence (シン・ゴジラ, Shin Gojira)
  - Makoto Shinkai pour Your Name. (君の名は。, Kimi no na wa.)
  - Takahisa Zeze pour Rokuyon zenpen (64（ロクヨン) 前編)
  - Ryōta Nakano pour Yu o wakasuhodo no atsui ai (湯を沸かすほどの熱い愛)
  - Lee Sang-il pour Rage (怒り, Ikari)
- 2018 : Hirokazu Kore-eda pour The Third Murder (三度目の殺人, Sandome no satsujin)
  - Masato Harada pour Sekigahara (関ヶ原)
  - Ryūichi Hiroki pour Namiya zakkaten no kiseki (ナミヤ雑貨店の奇蹟)
  - Tetsuo Shinohara pour Hana ikusa (花戦さ)
  - Kiyoshi Kurosawa pour Avant que nous disparaissions (散歩する侵略者, Sanpo suru shinryakusha)
- 2019 : Hirokazu Kore-eda pour Une affaire de famille (万引き家族, Manbiki kazoku)
  - Shin'ichirō Ueda pour Ne coupez pas ! (カメラを止めるな！, Kamera o tomeru na!)
  - Yōjirō Takita pour Kita no sakuramori (北の桜守)
  - Kazuya Shiraishi pour The Blood of Wolves (孤狼の血, Korō no chi)
  - Katsuhide Motoki pour Soratobu taiya (空飛ぶタイヤ)

### Années 2020
- 2020 : Hideki Takeuchi pour Tonde Saitama (翔んで埼玉)
  - Shinsuke Satō pour Kingdom (キングダム, Kingudamu)
  - Masayuki Suo pour Talking the Pictures (カツベン！, Katsuben!)
  - Hideyuki Hirayama pour Family of Strangers (閉鎖病棟 それぞれの朝, Heisa byōtō: Sorezore no asa)
  - Michihito Fujii pour Shinbun kisha (新聞記者)
- 2021 : Setsurō Wakamatsu pour Fukushima 50 (フクシマ フィフティ)
  - Eiji Uchida pour Midnight Swan (ミッドナイトスワン)
  - Naomi Kawase pour True Mothers (朝が来る, Asa ga kuru)
  - Nobuhiro Doi pour Tsumi no koe (罪の声)
  - Ryōta Nakano pour La Famille Asada (浅田家!, Asada-ke!)
- 2022 : Ryūsuke Hamaguchi pour Drive My Car (ドライブ・マイ・カー, Doraibu mai kā)
  - Takahisa Zeze pour Mamorarenakatta mono tachi e (護られなかった者たちへ)
  - Izuru Narushima pour Inochi no teishajō (いのちの停車場)
  - Kazuya Shiraishi pour Korō no chi: Level 2 (孤狼の血 LEVEL2)
  - Miwa Nishikawa pour Subarashiki sekai (すばらしき世界)
- 2023 : Kei Ishikawa pour A Man (ある男, Aru otoko)
  - Shinji Higuchi pour Shin Ultraman (シン・ウルトラマン)
  - Ryūichi Hiroki pour Tsuki no michikake (月の満ち欠け)
  - Kōhei Yoshino pour Haken anime! (ハケンアニメ！)
  - Takashi Koizumi pour Tōge saigo no samurai (峠 最後のサムライ)
- 2024 : Wim Wenders pour Perfect Days
  - Hirokazu Kore-eda pour L'Innocence (怪物, Kaibutsu)
  - Yōichi Narita pour Ano hana ga saku oka de, kimi to mata deaetara (あの花が咲く丘で、君とまた出会えたら。)
  - Tatsuya Mori pour Fukudamura jiken (福田村事件)
  - Takashi Yamazaki pour Godzilla Minus One (ゴジラ-1.0, Gojira -1.0)